# Fracchia (Spino d'Adda)
Fracchia è una località del comune lombardo di Spino d'Adda.

## Storia
La località è un borgo agricolo di antica origine, da sempre legato al Contado di Lodi.
In età napoleonica (1809-16) Fracchia fu frazione di Spino, recuperando l'autonomia con la costituzione del Regno Lombardo-Veneto.
All'Unità d'Italia (1861) il comune contava 216 abitanti. Nel 1868 Fracchia fu aggregata definitivamente a Spino d'Adda.